# Warcraft: Началото
„Warcraft: Началото“ е американско фентъзи филм от 2016 г. на режисьора Дънкан Джоунс. Сценарият, написан от Джоунс и Чарлз Ливит, е базиран на поредицата видеоигри „Warcraft“ на Blizzard Entertainment. Филмът излиза по кината в САЩ и България на 10 юни 2016 г.

## Актьорски състав
| Актьор          | Роля          |
| --------------- | ------------- |
| Травис Фимел    | Андуин Лотар  |
| Пола Патън      | Гарона        |
| Бен Фостър      | Медив         |
| Доминик Купър   | крал Лейн Рин |
| Тоби Кебел      | Дуротан       |
| Бен Шнецър      | Кадгар        |
| Робърт Казински | Оргрим        |
| Даниъл Ву       | Гул'дан       |
| Рут Нега        | Таря Рин      |
| Ана Галвин      | Драка         |